# اورلند، نبراسکا
اورلند (به انگلیسی: Overland) یک منطقهٔ مسکونی در ایالات متحده آمریکا است که در شهرستان همیلتون، نبراسکا واقع شده‌است. اورلند ۳٫۷ کیلومتر مربع مساحت و ۱۵۳ نفر جمعیت دارد و ۵۱۷٫۸۶ متر بالاتر از سطح دریا واقع شده‌است.